# Ectoedemia subbimaculella
Ectoedemia subbimaculella là một loài bướm đêm thuộc họ Nepticulidae. Nó được tìm thấy ở hầu hết châu Âu, phía đông đến Smolensk, Kaluganorth và the Volga và Ural regions of Nga..
Sải cánh dài 5–6 mm.
Ấu trùng ăn Castanea sativa, Quercus frainetto, Quercus macranthera, Quercus petraea, Quercus pubescens, Quercus pyrenaica, Quercus robur và Quercus rubra. Chúng ăn lá nơi chúng làm tổ. 